# Toekomst van de Aarde

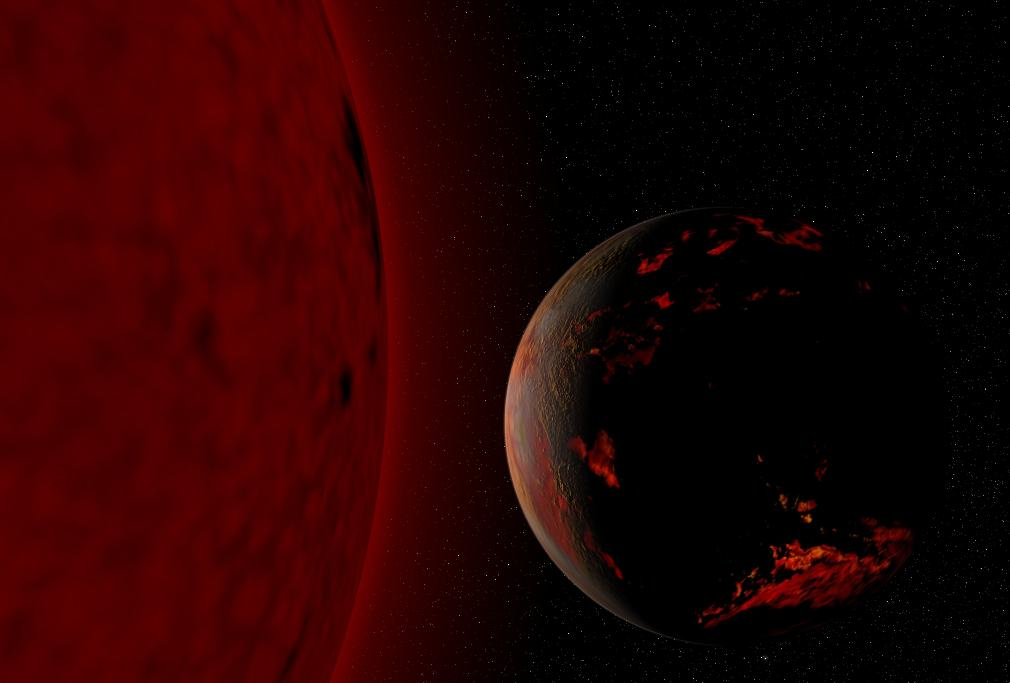
Impressie van de verschroeide, onleefbaar geworden Aarde wanneer de zon een rode reus wordt over ongeveer 7 miljard jaar.

De biologische en geologische toekomst van de Aarde hangt af van verschillende factoren. In de nabije toekomst zal de rol van de mens in de verandering van milieu en klimaat een rol spelen. Op lange termijn zijn andere factoren van belang, zoals een mogelijk uitsterven van de mens, de afkoeling van de aardkern, platentektoniek, interactie met andere objecten in het zonnestelsel (zoals kometen) en het feit dat de zon uiteindelijk een rode reus zal worden. Gevolgen hiervan zijn onder andere massa-extinctie, nieuwe ijstijden en de vorming van een nieuw supercontinent (de Wilsoncyclus).

## Menselijke invloed
De mensheid speelt een belangrijke rol in de biosfeer. De invloed van de mens op de aardse ecosystemen is substantieel. Dit heeft geleid tot het uitsterven van meerdere diersoorten. Vooral sinds de jaren 50 van de 20e eeuw zijn er diersoorten uitgestorven door menselijke handelingen, met in 2007 een totaalverlies van 10% van alle soorten en nog eens 30% aan soorten die worden bedreigd met uitsterven. Andere door de mens veroorzaakte veranderingen op Aarde zijn klimaatverandering en de vernietiging van de habitat van een aantal diersoorten. De hoeveelheid koolstofdioxide in de atmosfeer is sinds de industriële revolutie met ca. 30% gestegen.
De gevolgen van deze veranderingen in de atmosfeer en op Aarde zullen naar verwachting nog vijf miljoen jaar aanhouden en kunnen leiden tot een grote afname van de biodiversiteit. Andere vormen van menselijk ingrijpen in de natuurlijke toestand van de Aarde, zijn het aanleggen van stuwmeren, dijken en inpoldering van laaggelegen gebieden (zonder menselijk ingrijpen zou Nederland grotendeels een moerasdelta zijn met meanderende rivieren), grootschalige ertswinning en fossiele brandstofwinning, wat invloed op plaatselijke geologie en biotopen heeft in de wingebieden.
Vanuit menselijk oogpunt bestaan er verschillende mogelijke scenario’s voor het einde van de wereld, of in elk geval het uitsterven van de mensheid. Deze variëren van zelf veroorzaakte oorzaken als een kernoorlog, tot invloed van buitenaf zoals een planetoïde-inslag. De kans dat iets dergelijks gebeurt, is lastig tot niet te voorspellen. In andere scenario's wordt het einde van de wereld in de nabije toekomst bewust door de mens of de door hem bereikte technologische singulariteit veroorzaakt, bijvoorbeeld doordat alle materie van de Aarde wordt omgezet in computronium of in een dysonbol. Er zijn ook scenario's waarbij alle materie in het zonnestelsel, inclusief de Zon zelf, wordt 'hergebruikt' door nakomelingen in megabouwwerken, wat dan betekent dat het hele zonnestelsel zijn einde heeft bereikt als object in natuurlijke toestand en overgaat in een door intelligentie vervaardigde constructie.
Mocht de mensheid uitsterven voordat er belangrijke kunstmatige wijzigingen in de natuurlijke toestand van de Aarde hebben plaatsgevonden, dan zullen de sporen van haar bestaan nog vrij lange tijd zichtbaar blijven. Vooral bouwwerken zoals snelwegen en gebouwen zullen gedurende enkele millennia blijven bestaan. Kanalen, open mijnschachten en andere aanpassingen in het landschap zullen nog langer zichtbaar blijven.

## Willekeurige gebeurtenissen

### Planetoïde-inslagen

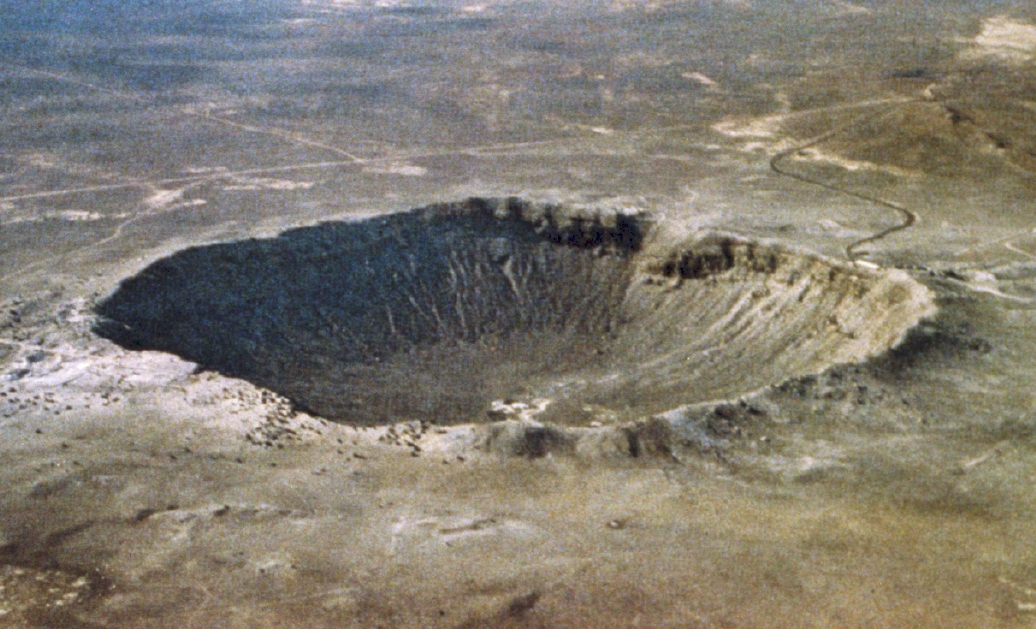
De Barringerkrater in Arizona; bewijs van de inslag van buitenaardse objecten op Aarde.

De Zon, met alle planeten die eromheen draaien, beweegt zich voort door de Melkweg. Daarbij bestaat de kans dat de Zon in de buurt van een andere ster komt. Een dergelijke ontmoeting kan tot gevolg hebben dat bijvoorbeeld de periapsis van planetoïden uit de Oortwolk kleiner wordt, waardoor ze binnen het zonnestelsel belanden en de kans op een planetoïde-inslag op Aarde toeneemt.
Een dergelijke planetoïde-inslag kan een nieuwe massa-extinctie tot gevolg hebben. Dergelijke meteorietinslagen vinden gemiddeld om de 45 miljoen jaar plaats en grote inslagen gemiddeld om de 100 miljoen jaar. De inslag van een planetoïde met een diameter van vijf tot tien kilometer of groter is genoeg om een wereldwijde milieuramp tot gevolg te hebben. Een van de gevolgen zal zijn dat er een stofwolk ontstaat in de atmosfeer, die het zonlicht een tijd zal blokkeren en de temperatuur op Aarde binnen een week met vijftien graden zal doen dalen. Ook zal de fotosynthese van planten gedurende deze tijd stilliggen.

### Supernova’s
Binnen de Melkweg vindt gemiddeld eens in de dertig jaar een supernova plaats. Gedurende de geschiedenis van de Aarde is dit meerdere keren voorgekomen bij een ster die zich binnen een straal van 100 lichtjaren van de Aarde bevond.
Supernova’s binnen deze afstand kunnen de planeet vervuilen met radio-isotopen en zodoende de biosfeer aantasten. Gammastraling van een supernova reageert met stikstof in de atmosfeer, waardoor distikstofmonoxidemoleculen ontstaan. Deze moleculen zullen zorgen voor een afname van de ozonlaag die de Aarde beschermt tegen ultraviolette straling van de zon. Een toename van 10-30% aan ultraviolette straling is genoeg om van grote invloed op het leven op Aarde te zijn, zoals op fytoplankton, dat aan de basis van veel voedselketens in de oceanen staat.
Een supernova binnen een straal van 32 lichtjaren van de Aarde vindt ongeveer om de paar honderd miljoen jaar plaats. Dit kan leiden tot een volledige verdwijning van de ozonlaag, die daarna eeuwen nodig heeft om te herstellen.

### Overig
Over miljarden jaren zal de aantrekkingskracht tussen planeten ervoor zorgen dat hun baan om de Zon verandert en minder voorspelbaar wordt. Computersimulaties tonen aan dat er een kans van 1% is dat de baan van Mercurius binnen 5 miljard jaar zodanig excentrisch wordt, dat het dan heel goed mogelijk wordt dat de Aarde in botsing komt met Mercurius, Venus of Mars.

## Gevolgen van rotatie en omloop rond de zon

### IJstijd
De Aarde heeft meerdere ijstijden en bijbehorende glacialen gekend, waarin de noordelijke helft van de Aarde grotendeels met ijs was bedekt.
IJstijden kunnen ontstaan door veranderingen in zeestromingen en veranderingen van de continenten door platentektoniek. Volgens de Milankovićtheorie vinden ijstijden plaats door een combinatie van astronomische factoren en Aardse factoren. De primaire astronomische factoren die een ijstijd tot gevolg hebben zijn een toename van de excentriciteit van de omloopbaan van de Aarde, een lage obliquiteit en een samenval van de langste dag met de apofocus. Deze gebeurtenissen vinden allemaal periodiek plaats. Zo verandert de excentriciteit gemiddeld om de 100.000 tot 400.000 jaar.
De Aarde bevindt zich in de kwartaire ijstijd, in een interglaciale periode. Deze periode zal naar verwachting over 25.000 jaar aflopen, maar de stijging van de temperatuur op Aarde kan de komst van de volgende glaciaal vertragen met 50.000 tot 130.000 jaar.

### Obliquiteit en rotatie
De door de Maan veroorzaakte getijden zorgen ervoor dat de rotatie van de Aarde langzaam afneemt, met als gevolg een steeds langer wordende siderische dag en een toename van de afstand tussen de Aarde en de Maan. Wrijving tussen de aardmantel en de kern, alsmede tussen de atmosfeer en het aardoppervlak, beïnvloeden de rotatie eveneens. Deze verschijnselen zullen ertoe leiden dat in de komende 250 miljoen jaar de lengte van een siderische Aardse dag met meer dan 1,5 uur zal toenemen en dat de obliquiteit van de Aarde met een halve graad toeneemt.
De Maan zal naar verwachting de obliquiteit van de Aarde op den duur stabiliseren, waardoor drastische klimaatveranderingen zullen uitblijven, omdat de Maan de precessie van de draaias van de Aarde vergroot.  Maar naarmate de Maan verder van de Aarde komt te staan, zal deze stabiliserende factor steeds kleiner worden. Over 1,5 tot 4,5 miljard jaar kan de obliquiteit van de Aarde met 90 graden veranderd zijn, met klimaatveranderingen en mogelijk het verlies van alle leven op Aarde tot gevolg.

## Geodynamica

Pangaea was tot nu toe het laatste supercontinent op Aarde.

Platentektoniek en de gevolgen daarvan zullen tot ver in de toekomst blijven plaatsvinden. Hierdoor zal het aardoppervlak blijven veranderen. Ook tektonische opheffing, erosie en vulkaanuitbarstingen zullen blijven plaatsvinden. Zo wordt verwacht dat de Vesuvius de komende 1000 jaar ongeveer 40 keer zal uitbarsten. In diezelfde periode zullen vijf tot zeven aardbevingen met een kracht van 8 of hoger op de schaal van Richter plaatsvinden langs de San Andreasbreuk. De Hudsonbaai zal 100 meter minder diep worden gedurende de komende 10.000 jaar en de eilanden van Hawaï zullen 9 kilometer naar het noordwesten verschuiven.
Op lange termijn heeft de platentektoniek continentverschuiving tot gevolg. Dit wordt door twee factoren in de hand gewerkt; de energiegeneratie binnen in de planeet en de aanwezigheid van een hydrosfeer. Mocht een van die twee verloren gaan, dan zal de continentale drift stoppen.
Er bestaan verschillende voorspellingen en simulaties van hoe dit in de toekomst verder zal gaan. Het staat vrijwel vast dat er een nieuw supercontinent zal ontstaan. Er zijn twee scenario’s:
- Indien de huidige verplaatsing zich voortzet, zal Amerika uiteindelijk op Azië botsen.[bron?] Dit zal het supercontinent Amazië tot gevolg hebben. Ditzelfde scenario gaat ervan uit dat Antarctica zich noordwaarts richting Afrika zal verplaatsen. Over 350 miljoen jaar zal de Grote Oceaan dan niet meer bestaan.
- Indien de huidige verplaatsing zich omkeert, zal Amerika uiteindelijk op Europa en Afrika botsen.[bron?] Op de plaats van de botsing zal een bergketen ontstaan. Ook zal dan over ongeveer 50 miljoen jaar de Middellandse Zee verdwijnen. Dit supercontinent wordt door aanhangers van deze theorie Pangea Ultima genoemd.

Welk van deze scenario’s het uiteindelijk ook wordt, wat vaststaat is dat de formatie van het nieuwe supercontinent ervoor zal zorgen dat 27% van de oceaanmassa zal verdwijnen. De formatie van een supercontinent zal ook het milieu beïnvloeden. De bergen die zullen ontstaan als gevolg van de botsingen tussen de continenten, zullen het weer op Aarde veranderen en de opwarming van het aardoppervlak zal toenemen, waarna de planeet een periode van opwarming kent gelijk aan die in het Krijt. Aangenomen wordt dat dit, net als bij de formatie van het eerdere supercontinent Pangea, massa-extinctie tot gevolg zal hebben. Uiteindelijk zal ook het nieuwe supercontinent zich weer gaan opsplitsen.
Een ander geodynamisch gevolg in de verre toekomst is dat de buitenkern van de Aarde langzaam zal afkoelen en stollen. Hierdoor zal de solide binnenkern groeien en de buitenkern afnemen. De groeiende binnenkern zal binnen 3 tot 4 miljard jaar de buitenkern grotendeels verzwelgen. Het resultaat zal zijn dat de kern een solide massa van ijzer en andere zware elementen wordt. Hierdoor zal onder andere de platentektoniek tot een einde komen en zal het aardmagnetisch veld afnemen tot verdwijnen.

## Evolutie van de zon en het leven op Aarde

Evolutie van de lichtkracht, radius en temperatuur van de zon.

Hoe de zon zich in de toekomst ontwikkelt is van directe invloed op het leven op Aarde.
Doordat de lichtkracht van de zon elke miljard jaar met ca. 10% toeneemt, stijgt ook de temperatuur op Aarde gaandeweg. De verwering van silicaatmineralen zal hierdoor sneller verlopen. Dit zal de hoeveelheid koolstofdioxide in de atmosfeer doen afnemen. Binnen 600 miljoen jaar zal de hoeveelheid koolstofdioxide te laag zijn geworden voor fotosynthese, met als gevolg dat planten en bossen in hun huidige vorm niet meer zullen kunnen bestaan. C4-planten zullen het nog ongeveer 0,8 tot 1,2 miljard jaar langer volhouden. Daarna zal de atmosfeer ook voor deze planten ongunstig worden. Wanneer het koolstofdioxideniveau dusdanig laag is geworden dat fotosynthese nauwelijks nog mogelijk is, zal het niveau afwisselend dalen en stijgen, waarbij het plantenleven tijdelijk opleeft wanneer het koolstofdioxidegehalte toeneemt om vervolgens weer af te nemen wanneer de koolstofdioxideconcentratie daalt. Uiteindelijk zal aan al het plantenleven een einde komen.
De toenemende lichtkracht van de zon en de bijbehorende temperatuurstijging zullen er ook voor zorgen dat er steeds meer water verdampt, totdat over 3 tot 4 miljard jaar mogelijk alle oceanen geheel zullen verdampen.  De atmosfeer van de Aarde zal gaan lijken op die van Venus nu. In deze toestand kan de Aarde nog wel microscopisch leven bevatten, maar de complexere levensvormen zullen onherroepelijk uitsterven.
Ten slotte zal de zon alle waterstof in haar kern opgebruikt hebben en overgaan op het fuseren van de waterstof in de buitenste lagen. In dit stadium verandert de zon in een rode reus. Zij verliest hierbij 33% van haar totale massa, maar de lichtkracht wordt naar verwachting 2730 keer groter dan nu. De verminderde massa zal tot gevolg hebben dat de meeste planeten zich verder van de zon af zullen bewegen, maar de planeten Mercurius en Venus zullen door de opzwellende zon worden verzwolgen. Het lot van de Aarde is onzeker; als zij niet zelf mee verzwolgen wordt, zal zij in ieder geval totaal onleefbaar worden door de sterk opgelopen temperatuur.

## Verder lezen
- Scotese, Christopher R., PALEOMAP Project. Geraadpleegd op 28 augustus 2009.
- Tonn, B. E., Distant futures and the environment. Futures, volume 34 (10.1016/S0016-3287(01)00050-7) 117–132 (maart 2002). Geraadpleegd op 14 maart 2012.